# Sam Riegel
Samuel Brent Oscar Riegel, född 9 oktober 1976, är en amerikansk röstskådespelare, manusförfattare och regissör som medverkar i olika animerade tv-serier, animeserier och datorspel. Han är en av de ursprungliga och fasta spelarna i webbserien Critical Role, där han främst spelat karaktärerna Scanlan, Taryon, Nott/Veth och F.C.G. 

## Filmografi

### Anime
| - AIKa R-16: Virgin Mission - Gusto - Bleach - Maki Ichinose, Ruri'iro Kujaku, Ikkaku Madarame (Avsnitt. 104-105) - Blue Dragon - Jiro - Blue Exorcist - Mephisto Pheles - Boys Be - Kyoichi Kanzaki (som Sam Regal) - Buso Renkin - Madoka Maruyama - Code Geass - Clovis La Britannia, Claudio Darlton - Comic Party - Kazuki Sendoh - DearS - Hikorou Oikawa - Daphne in the Brilliant Blue - Chang - Digimon Data Squad - Kudamon - Digimon Fusion - BlueMeramon (Avsnitt. 7-9) - Dinosaur King - Rasheed (olika röstroller) - Durarara!! - Ryo Takiguchi, Isaac Dian - Ergo Proxy - Pull - Eureka Seven - Norb (som barn) - Fafner in the Azure - Hiroto Douma - Fate/stay night - Shirou Emiya - Ghost Slayers Ayashi - Yonekichi (Avsnitt. 17-18) - Ghost Talker's Daydream - Souichiro Kadotake - Girls Bravo - Mamoru Machida - Grenadier - The Senshi of Smiles - Yajiro Kojima - Gun Sword - Klatt - Gurren Lagann - Viral - Haré+Guu - Asio - Hellsing Ultimate - Wild Geese (Avsnitt. 6), Vatican Officers (Avsnitt. 8) - Honey & Clover - Shinobu Morita - Ikki Tousen - Chuuei Toutaku - K - Yashiro Isana, Fox Spirit (Current Colorless King) - Kamichu! - Ino - Kekkaishi - Kimiya Hachioji (Avsnitt. 25), Koshu, Kyoichi Hiba, Makio, Yukimasa - Kill la Kill - Suzuki (Avsnitt. 1) - KO Beast - Wan Derbard - Kyou Kara Maou - Gunter, Ryan | - Lagrange: The Flower of Rin-ne-serien - Array - Lucky Star - Minoru Shiraishi - Magi: The Labyrinth of Magic - Ahbmad Saluja, Spartos, Dorji - Marmalade Boy - Michael - Mega Man Star Force - Tom Dubius - Monster - Olika röstroller - Naruto - Shino Aburame (Avsnitt. 23-24), Zaku Abumi, Baki, Mubi, Chishima - Naruto Shippuden - Baki, Shin, Rinji, Tōfu (Avsnitt. 195) - Nura: Rise of the Yokai Clan-serien - Kiyotsugu Kiyojuji - Paranoia Agent - Lil' Slugger, Makoto Kozuka, Shinsuke Hatomura - Persona 4: The Animation - Teddie, Shu Nakajima - Prince of Tennis - Shuichiro Oishi - Pokemon - Chico - Redline - Miki - Saiyuki Gunlock - Taizou (Avsnitt. 15-16) - Samurai Deeper Kyo - Kotaro Fuma - Scrapped Princess - Denis - Sengoku Basara - Mori Motonari - Shaman King - Faust VIII - Shingu: Secret of the Stellar Wars - Toshio - Stitch! - Hiroman (Säsong 3) - Tales of Vesperia: The First Strike - Flynn Scifo - Tenjo Tenge - Dan Inosato, Sanada - Texhnolyze - Kazuho Yoshii - The Melancholy of Haruhi Suzumiya - Taniguchi, Mr. Kimidori (Haruhi-chan) - Yami no Matsuei - Minase Hijiri and Oriya Mibu - Yu-Gi-Oh! (Serien/franchise) - Anime-serien - Tristan Taylor (Avsnitt. 1-10), Rex Raptor (Säsong 1-3), Arkana. - GX - Blaze - 5D's - Radley - ZEXAL - Chills - Zatch Bell! - Purio - Zetman - Agou Shimura, Black Suit A, Olika röstroller |

### Animerade serier
| - Chaotic - Chaotic Codes = Power, special episode, Donatello - Dance-A-Lot Robot - Dance-A-Lot Robot - Doc McStuffins - Orville - Fresh Beat Band of Spies - Olika röstroller - Friends of Heartlake City - Gormiti - Toby Tripp - Happy Monster Band - Raoul - Jackie Chan Adventures - Jimmy - Mixels - Vampos - Pickle and Peanut - Olika röstroller | - Randy Cunningham: 9th Grade Ninja - Olika röstroller - Sofia the First - Squirrel, Olika röstroller - Teenage Mutant Ninja Turtles (2003 series) - Donatello, Dr. Chaplin, Shellectro, Zippy Lad - Teenage Mutant Ninja Turtles: Fast Forward - Donatello, Dark Don, Triple Threat (Yellow Head) - TMNT: Back to the Sewer - Donatello - Tron: Uprising - Olika röstroller - Wander Over Yonder - Emperor Awesome, Olika röstroller - Winx Club - Acheron, Riven (Nickelodeon dubbning) |

### Filmer
- A Turtle's Tale 2: Sammy's Escape from Paradise - Jax the jail fish
- Cloudy with a Chance of Meatballs 2 - Den's Brother
- The Happy Cricket - Christopher / Happy Cricket
- Khumba - Jock
- Tiger and Bunny: The Rising - Mark Schneider[12]
- Turtles Forever - Donatello
- Zambezia - Hurricanes Birds of Prey

### Datorspel
| - .hack//G.U. vol.1//Rebirth - Silabus - .hack//G.U. vol.2//Reminisce - Silabus, News Announcer - .hack//G.U. vol.3//Redemption - Silabus, News Announcer - Ace Combat 6: Fires of Liberation - Marcus Lampert (Shamrock) (okrediterad) - Armored Core: For Answer - Noblesse Oblige (okrediterad)/Unknown Linx allied with No Count NEXT in hard mode. - Atelier Meruru: The Apprentice of Arland - Rufus Falken (okrediterad) - Batman: Arkham Knight - Officer Beauchamp, Officer DeRogatis, Officer Welch, Olika röstroller - BioShock Infinite - Townspeople, Cop 1 - Bleach: Soul Resurrección - Nnoitra Gilga - Blue Dragon - King Jibral, Turbulent Mai (krediterad som Sam Regal) - Castlevania: Order of Ecclesia - Wallman, Blackmore (okrediterad) - Code of Princess - Allegro (okrediterad) - Conception II: Children of the Seven Stars – Wake Archus (okrediterad) - Cross Edge - York Neely - Dawn of Mana - Keldric (okrediterad) - Digimon World Data Squad - Kudamon - Dragon's Dogma: Dark Arisen - Barnaby - Eternal Poison - Duphaston - Eternal Sonata - Allegretto - Eureka Seven Vol.1: The New Wave - Sumner Sturgeon (okrediterad) - Eureka Seven Vol.2: The New Vision - Sumner Sturgeon (okrediterad) - Fallout New Vegas - Ghouls - Final Fantasy Type-0 HD - Olika röstroller - Final Fantasy IV (Nintendo DS) - Edward Chris von Muir (okrediterad) - Final Fantasy XIV: A Realm Reborn - Alphinaud Leveilleur (krediterad som Sam Regal) - Fire Emblem: Awakening - Stahl, Donnel - Fragile Dreams: Farewell Ruins of the Moon - Shin - Gears of War: Judgment - Aftermath Survivor, Survivor Three, Lab Polanski - God Hand - Azel, Bruce, Ravel - Growlanser: Heritage of War - Krious, Rufus - Guilty Gear Xrd - Ky Kiske - Kamen Rider: Dragon Knight - Incisor, System Voice - Lego Batman 3: Beyond Gotham - Saint Walker, Ambush Bug, Kid Flash - Lightning Returns: Final Fantasy XIII - Olika röstroller - Lunar: Silver Star Harmony - Nash Rumack (okrediterad) - Mad Max - Olika röstroller - Metal Gear Solid: Peace Walker - Soldiers, Extras - Naruto Shippuden: Dragon Blade Chronicles - Kuroma Tatsushiro - ObsCure - Josh Carter | - Persona 4 Arena - Teddie - Persona 4 Golden - Teddie, Shu Nakajima, Various Students - Phoenix Wright: Ace Attorney - Dual Destinies - Phoenix Wright - Resident Evil: The Darkside Chronicles - Steve Burnside - Resident Evil: Revelations 2 - Gabriel ChavezMall:Better source needed - Resonance of Fate - Jean-Paulet - Revelations: Persona - Masao "Mark" Inaba (2009 remake) - Rune Factory 4 - Arthur, Jones - Sengoku Basara: Samurai Heroes - Motonari Mori, Yoritsuna Anegakōji - Shin Megami Tensei: Devil Summoner: Soul Hackers - Shingo "Six" Sako - Shin Megami Tensei: Persona 4 - Shu Nakajima, Various Students (okrediterad) - Sly Cooper: Thieves in Time - Tennessee Kid Cooper - Sonic: Lost World - Zor - Soulcalibur V - Olika röstroller (krediterad som Sam Regal) - Spectral Force 3: Innocent Rage - Diaz - Star Ocean: Till the End of Time - Ruddle (okrediterad) - Tales of Symphonia: Dawn of the New World - Linar - Tales of the Abyss - Reid Hershel, Oliver Tatlin, soldiers (okrediterad) - Tales of the World: Radiant Mythology - Reid Hershel (okrediterad) - Tales of Vesperia - Flynn Scifo (okrediterad) - Tales of Xillia - Jude Mathis - Tales of Xillia 2 - Jude Mathis - The Lego Movie Videogame - Olika röstroller - TMNT - Donatello, Baxter Stockman (Turtles in Time: Re-Shelled), Foot Soldier (Turtles in Time: Re-Shelled) - Time Hollow - Vin, Young Derek (okrediterad) - Time Crisis 4 - Marcus Black (krediterad som Jack Lingo i arkadversionen & okrediterad i konsolversionen) - The Amazing Spider-Man - Spider-Man/Peter Parker - The Amazing Spider-Man 2 - Spider-Man/Peter Parker - The Guided Fate Paradox - Renya Kagurazaka - The Last of Us - Smittade - The Last Remnant - Anti-Remnant Activist - Transformers: War for Cybertron - Starscream - Transformers: Fall of Cybertron - Starscream, Snarl (okrediterad), Olika röstroller - Transformers: Rise of the Dark Spark - Starscream, Autobot Soldier 02 - Trinity Universe - Kanata - Ultimate Marvel vs. Capcom 3 - Phoenix Wright - Valkyria Chronicles: Behind Her Blue Flame DLC - Otto (okrediterad) - Warriors Orochi - Musashi Miyamoto (okrediterad) - Wild Arms 4 - Jeremy (okrediterad) - World of Warcraft - Caelestrasz/Calen, Azshara's Highborne |

### Dokumentärer
- Adventures in Voice Acting - Sig själv
- 102 Minutes That Changed America - Sig själv

### Live-Action dubbning
- Black Lightning - Dmitriy Maykov
- One Missed Call - Kenji Kawai (Atsushi Ida)
- The Haunted Lantern - Shinzaburo
- Violetta - Leon

## Dialogregissör
- .hack//G.U. Vol.1//Rebirth
- Ace Combat 6: Fires of Liberation
- AIKa R-16: Virgin Mission
- Armored Core: for Answer
- Bleach
- Boys Be...[3][4]
- Daphne in the Brilliant Blue
- Eternal Poison
- Eternal Sonata
- Fallout: New Vegas
- Ghost Talker's Daydream
- Jeanne d'Arc
- Kung Fu Rider
- Naruto
- Naruto Shippuden: Ultimate Ninja Storm 2
- Phoenix Wright: Ace Attorney - Dual Destinies
- Pickle and Peanut
- Rumiko Takahashi Anthology
- Sanjay and Craig
- Shingu: Secret of the Stellar Wars
- Sofia the First
- The Third: The Girl with the Blue Eye
- ToHeart
- Wander Over Yonder

## Manusadaptationer
- AIKa R-16: Virgin Mission
- Bleach
- Boys Be...[3][4]
- Comic Party
- Daphne in the Brilliant Blue
- Megaman Star Force
- Naruto
- Rumiko Takahashi Anthology
- Sengoku Basara: Samurai Heroes
- Shingu: Secret of the Stellar Wars
- Stitch! (Säsong 3)
- The Third: The Girl with the Blue Eye
- Tiger & Bunny
- ToHeart
- Tweeny Witches